# Encapsulat a nivell d'oblia

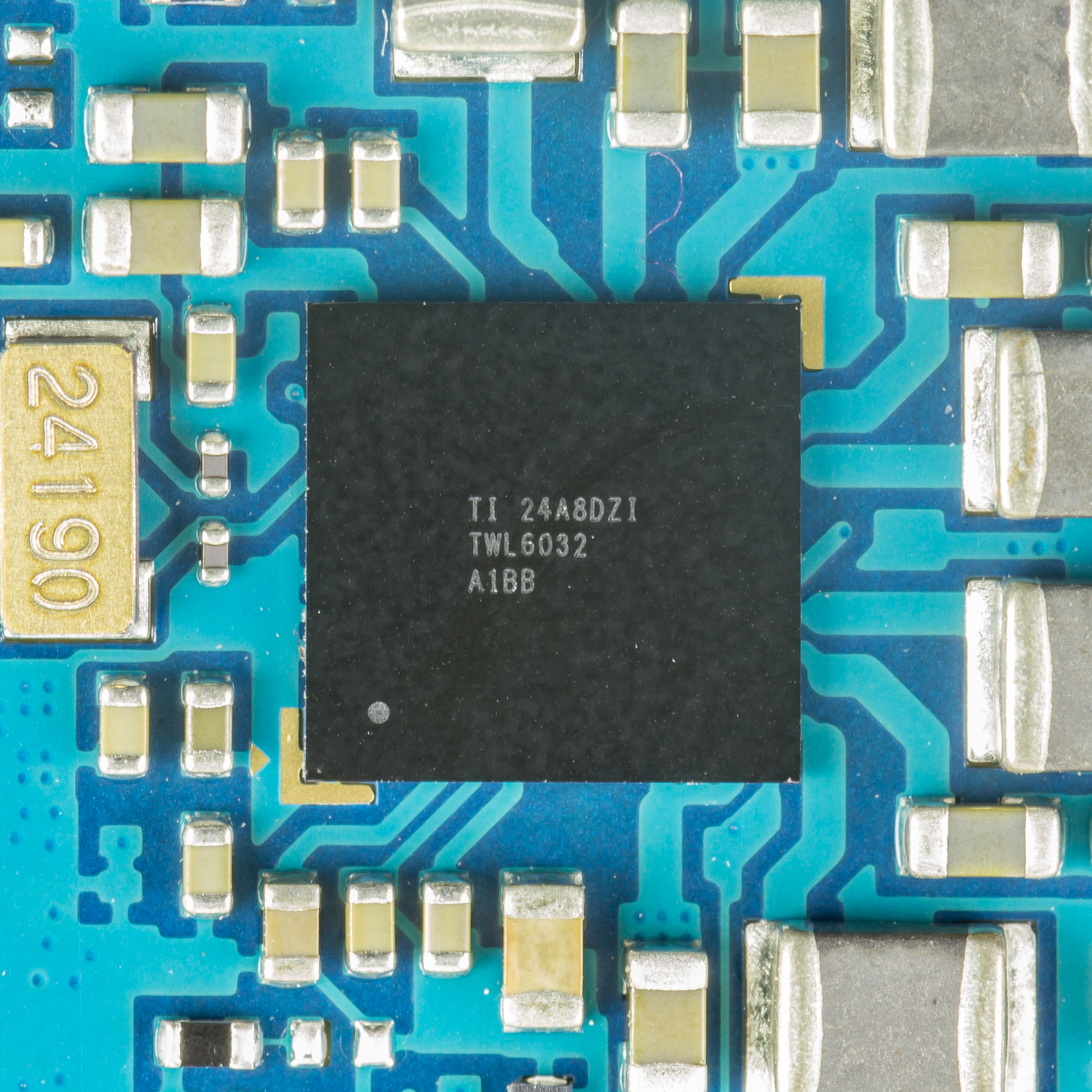
Un encapsulat a nivell d'oblia connectat a una placa de circuit imprès.

L'encapsulat a nivell d'oblia (amb acrònim anglès WLP) és un procés en què els components d'encapsulat s'uneixen a un circuit integrat (IC) abans de tallar l'oblia, sobre la qual es fabrica l'IC. A WSP, les capes superior i inferior de l'embalatge i els cops de soldadura s'uneixen als circuits integrats mentre encara es troben a l'oblia. Aquest procés difereix d'un procés convencional, en què l'oblia es talla en circuits individuals (daus) abans que s'uneixin els components de l'embalatge.
WLP és essencialment una veritable tecnologia de encapsulat a escala de xip (CSP), ja que el paquet resultant és pràcticament de la mateixa mida que la matriu. L'embalatge a nivell d'oblies permet la integració de la fabricació d'oblies, l'embalatge, la prova i la crema a nivell d'oblies per tal d'agilitzar el procés de fabricació que ha patit un dispositiu des de l'inici de silici fins a l'enviament del client. Actualment no hi ha un mètode únic estàndard de la indústria d'envasament a nivell d'oblies.

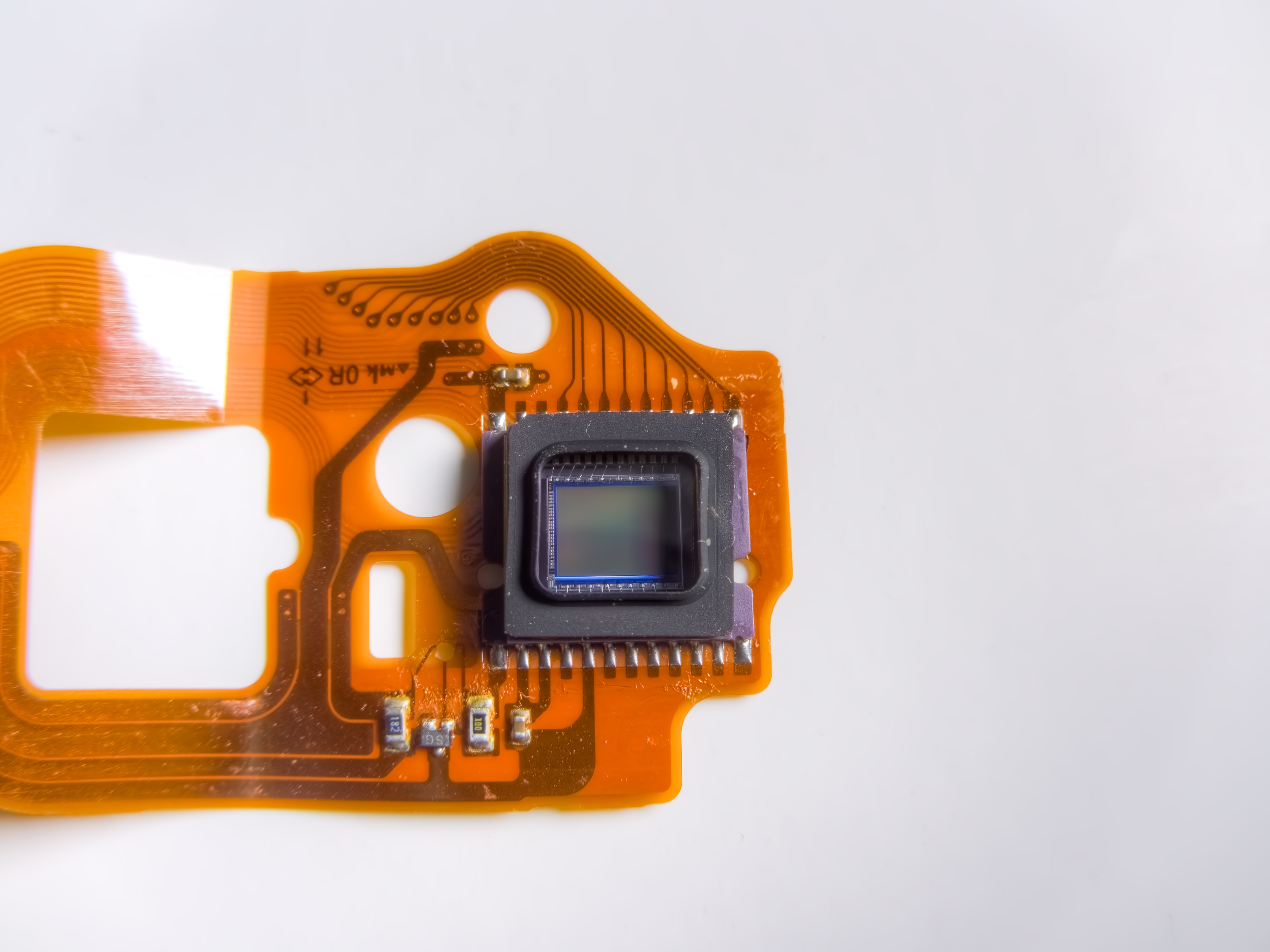
El sensor CCD per a càmeres de telèfons intel·ligents és un exemple de la tècnica d'envasament a nivell d'hòsties (WL Camera/WL optics packaging) que s'utilitza almenys des del 2015.

Una àrea d'aplicació important dels WLP són els telèfons intel·ligents a causa de les limitacions de mida. Per exemple, l'Apple iPhone 5 té almenys onze WLP diferents, el Samsung Galaxy S3 té sis WLP i l'HTC One X en té set. Les funcions que ofereixen els WLP als telèfons intel·ligents inclouen sensors, gestió d'energia, sense fil, etc.
L'embalatge a escala de xip a nivell de wafer (WL-CSP) és el paquet més petit disponible actualment al mercat i està produït per empreses OSAT (Outsourced Semiconductor Assembly and Test), com ara Advanced Semiconductor Engineering (ASE). Un paquet WL-CSP o WLCSP és només una matriu nu amb una capa de redistribució (RDL, interposador o pas d'E/S) per reordenar els pins o contactes de la matriu de manera que puguin ser prou grans i tenir un espai suficient perquè puguin s'ha de gestionar com un paquet de matriu de quadrícula de boles (BGA).